# 舞鶴倉庫
舞鶴倉庫（まいづるそうこ）株式会社は、京都府舞鶴市に本社を置く日本の企業である。1947年（昭和22年）4月24日に設立された。
資本金は1億円で、事業所は舞鶴の他に京都市と草津市にある。主に舞鶴湾での業務を取り扱っている。

## 主な業務内容

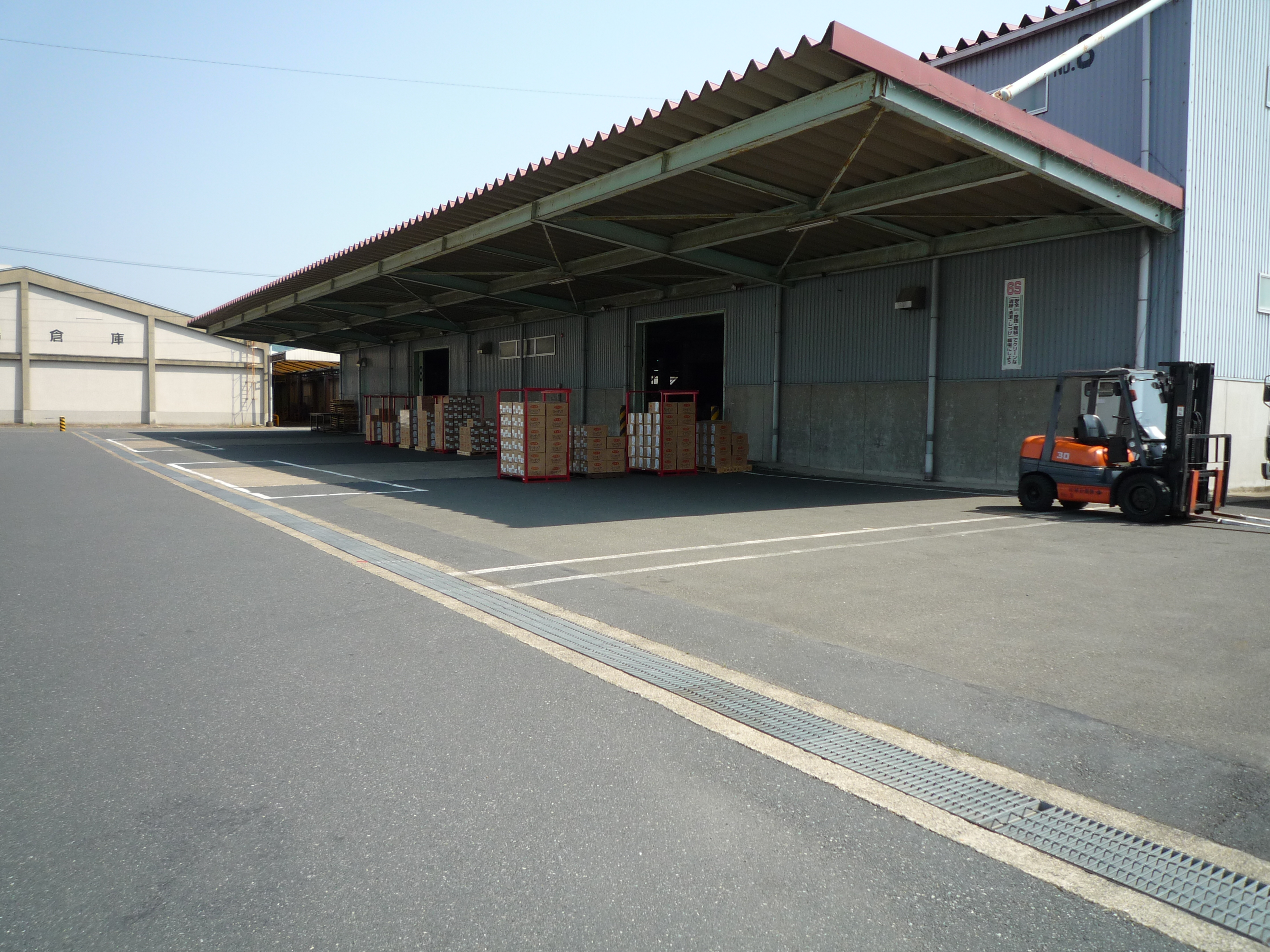
第8倉庫

- 倉庫業
- 港湾運送事業
- 内航運送取扱業
- 通関業
- 自動車運送取扱業
- 船舶代理店業
- 加工業
- 損害保険代理業
- 舞鶴港湾開発計画実施への参画

## 事業拠点
- 本社・舞鶴事業部 - 京都府舞鶴市松陰23番地
- 京都事業所 - 京都府向日市鶏冠井町馬司25番地
- 草津営業所 - 滋賀県草津市青地町字後町590番地

## 沿革

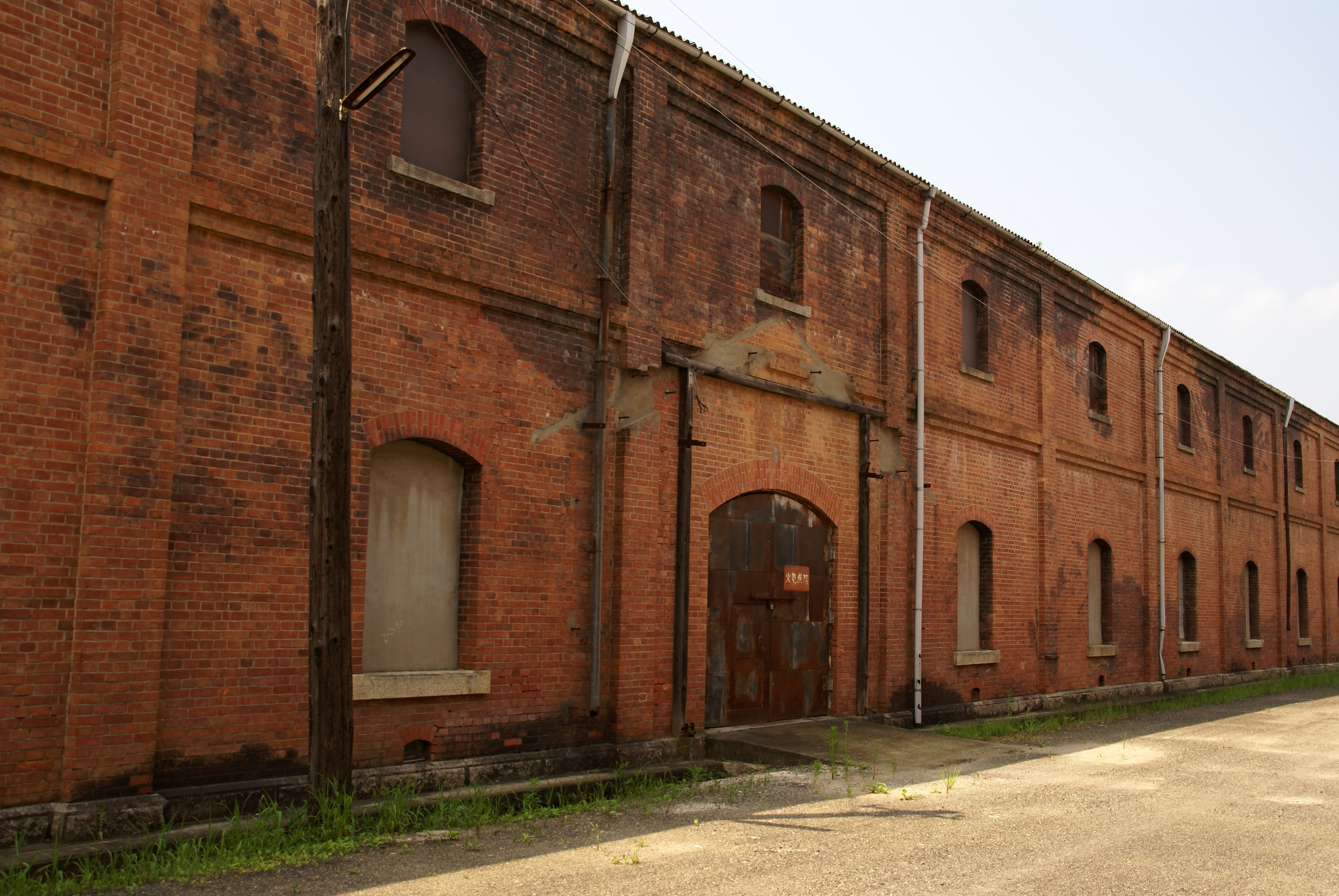
舞鶴倉庫北吸6号倉庫

- 1947年（昭和22年）4月：資本金100万円で京都市で創立。8月に舞鶴へ本社を移転。
- 1951年（昭和26年）12月：港湾運送事業者の登録を完了。
- 1965年（昭和40年）4月：京都営業所を開設。
- 1970年（昭和45年）8月：通関業の許可を受ける。
- 1972年（昭和47年）7月：草津営業所を開設。
- 1973年（昭和48年）12月：資本金を1億円に増資。
- 1989年（平成元年）10月：舞鶴港第二埠頭に倉庫新設。
- 1993年（平成4年）1月：舞鶴港第四埠頭に倉庫新設。
- 1997年（平成8年）10月：舞鶴港FAZ事業への参画。
- 2005年（平成17年）4月：舞鶴市に赤レンガ倉庫群の一部を譲渡。新倉庫を増築。